# Warren Street
Warren Street – podziemna stacja metra w Londynie, położona w dzielnicy Camden. Obsługuje Northern Line oraz Victoria Line. Przez pierwszy rok działalności nazywała się Euston Road - obecną nazwę zyskała w 1908. Rocznie korzysta z niej ok. 14,2 mln pasażerów. Należy do pierwszej strefy biletowej.